# 野田市立中央小学校
野田市立中央小学校（のだしりつちゅうおうしょうがっこう）は千葉県野田市の中央地区にある公立小学校。

## 概要
千葉県野田市立中央小学校は、1873年（明治6年）に学制が施行されるとともに創立された、全国的にも古い歴史のある小学校である。
校舎は、関東大震災後の1928年（昭和3年）と1932年（昭和7年）に、堅牢な鉄筋コンクリート造り3階建の大規模小学校舎が建築され、現在に至っている。
特に千葉県最古の鉄筋コンクリート造校舎建築であり、昭和初期当時の東京市の復興小学校にも劣らない、瀟洒なレリ－フのファサードや、亀甲萬の柱頭飾り、半円形アーチの連なる廊下など、特徴的デザインを有し、歴史的な建造物として高く評価され、経済産業省の近代化産業遺産に認定され、かつ国の登録有形文化財に登録されている。

## 歴史
- 1873年（明治6年） - 学制が施行。 愛光小学校が開校。
- 1875年（明治8年） - 校名を野田小学校と改称。
- 1876年（明治9年） - 醤油醸造家茂木佐平治が新校舎を寄付し、校名を茂木学校と改称[1][2]。
- 1879年（明治12年） - 上花輪、吉春、岩名、横内、山崎が分校となる。
- 1886年（明治19年） - 茂木尋常小学校、茂木高等小学校の二段階と改める。
- 1899年（明治32年） - 茂木尋常小学校、茂木高等小学校、上花輪尋常小学校、中野台尋常小学校が合併し、野田高等小学校となる。
- 1908年（明治41年） - 尋常・高等を合併して、校名を野田尋常高等小学校と改称。
- 1911年（明治44年） - 茂木林司デザインの 校章を設定。
- 1914年（大正3年） - 教室にストーブを設置。
- 1923年（大正12年） - 野田醤油からピアノの寄贈。
- 1925年（大正14年） - 山中直治が野田尋常高等小学校の教員となる
- 1928年（昭和3年） - 松山校長の当時、現在のRC舎・三年館が竣工。
- 1930年（昭和5年） - 作詞作曲堀内敬三による校歌制定。
- 1932年（昭和7年） - 現在のRC増築校舎・七年館が竣工。
- 1941年（昭和16年） - 国民学校令により、野田国民学校と改称。
- 1947年（昭和22年） - 学制改革（新学制）により、校名を野田町立野田小学校と改称。PTAが発足。
- 1950年（昭和25年）5月3日 - 野田町の市制施行により、校名を野田市立中央小学校と改称。
- 1953年（昭和28年） - プール竣工。
- 1955年（昭和30年） - 松山記念碑の除幕式。
- 1957年（昭和32年） - 宮崎小学校が分離、開校する。
- 1965年（昭和40年） - RC三階建新校舎と管理棟が竣工した。
- 1966年（昭和41年） - 体育館が竣工。
- 1969年（昭和44年） - 中野栄三郎揮毫の校歌碑の除幕式。
- 1972年（昭和47年） - 学校給食の実施を開始。
- 1973年（昭和48年） - 創立100年記念式典挙行。百年記念館建設。
- 1974年（昭和49年） - 清水台小学校が分離、開校する。
- 1977年（昭和52年） - 河合凱夫が中央小学校長となる。柳沢小学校が分離、開校する。
- 1983年（昭和58年） - 創立百十周年を記念し、七年館三階に教育史料館が創設。
- 1988年（昭和63年） - 三年館・七年館の校舎窓枠・廊下床取替え工事。
- 1991年（平成3年） - 新館と七年館間の通路完成。
- 1992年（平成4年） - 創立百二十周年記念教育史料館開設。
- 1993年（平成5年） - 百年資料館に高梨文庫・第二教育史料館開設。
- 1994年（平成6年） - 旧校長室を復元し、第三教育史料館開設。
- 2002年（平成14年） - 創立130周年記念式典挙行。
- 2012年（平成24年） - 創立140周年記念式典挙行。
- 2013年（平成25年） - 新館耐震化工事完了。
- 2014年（平成26年） - 管理棟耐震化工事完了。
- 2016年（平成28年） - 教育史料館リニューアルオープン。
- 2017年（平成29年） - エアコン工事完了。
- 2023年（令和5年）2月15日 - 創立150周年記念式典挙行[3]。

### この節の出典
- 野田市立中央小学校沿革（学校ホームページ内）（一部記載分除く）

## 校章・校歌
- 茂木林司デザインの校章を1911年（明治44年）に設定。
- 堀内敬三の作詞作曲による校歌を1930年（昭和5年）に制定。

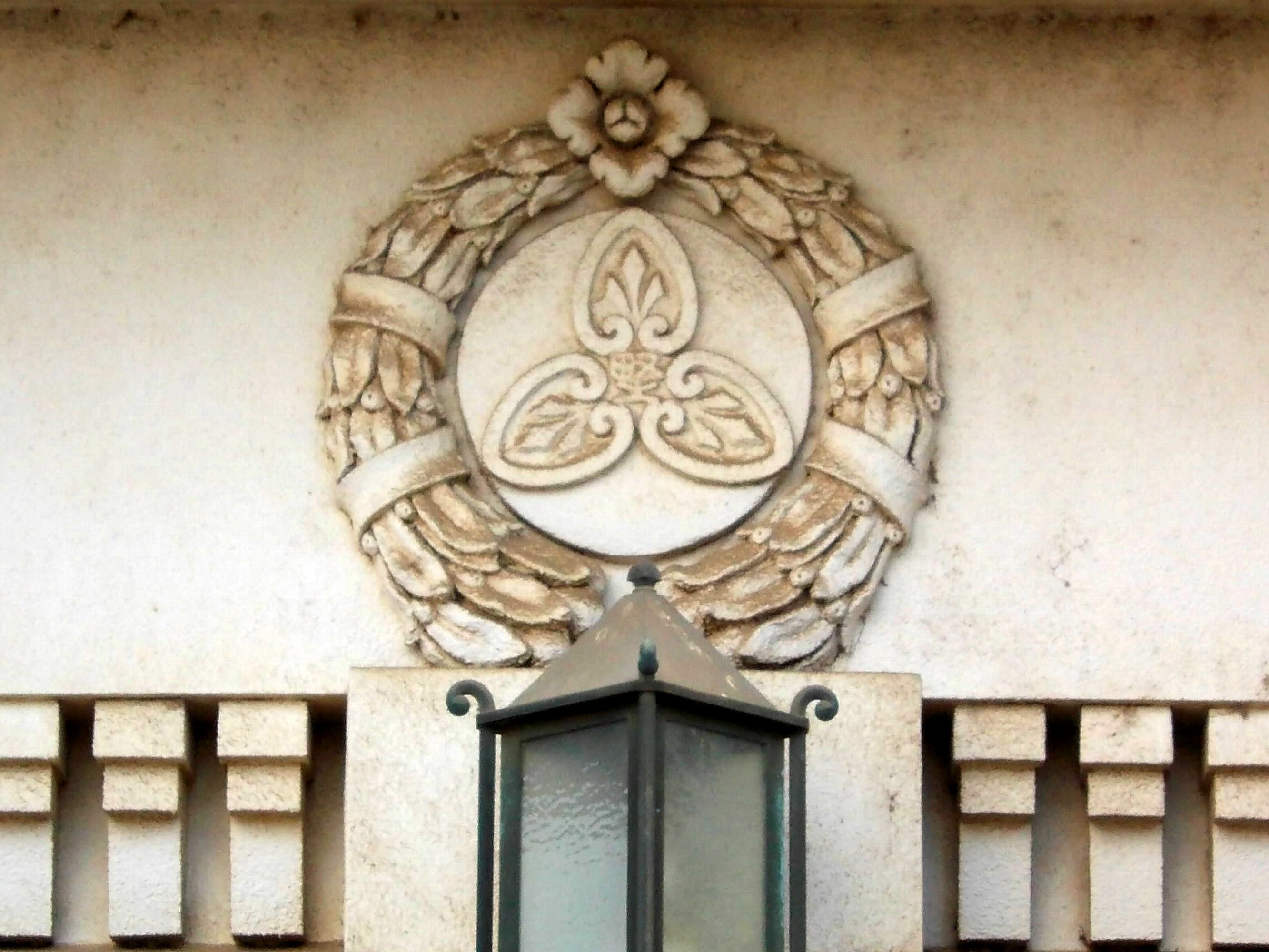
校章
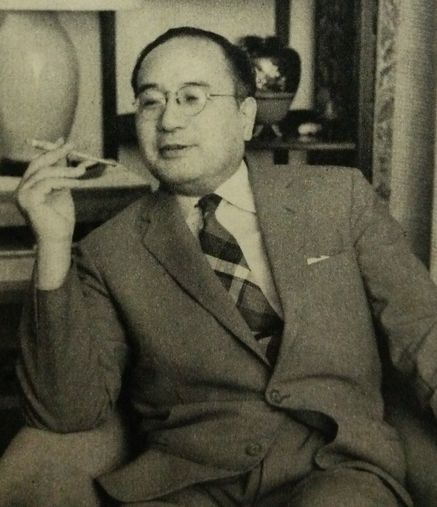
堀内敬三
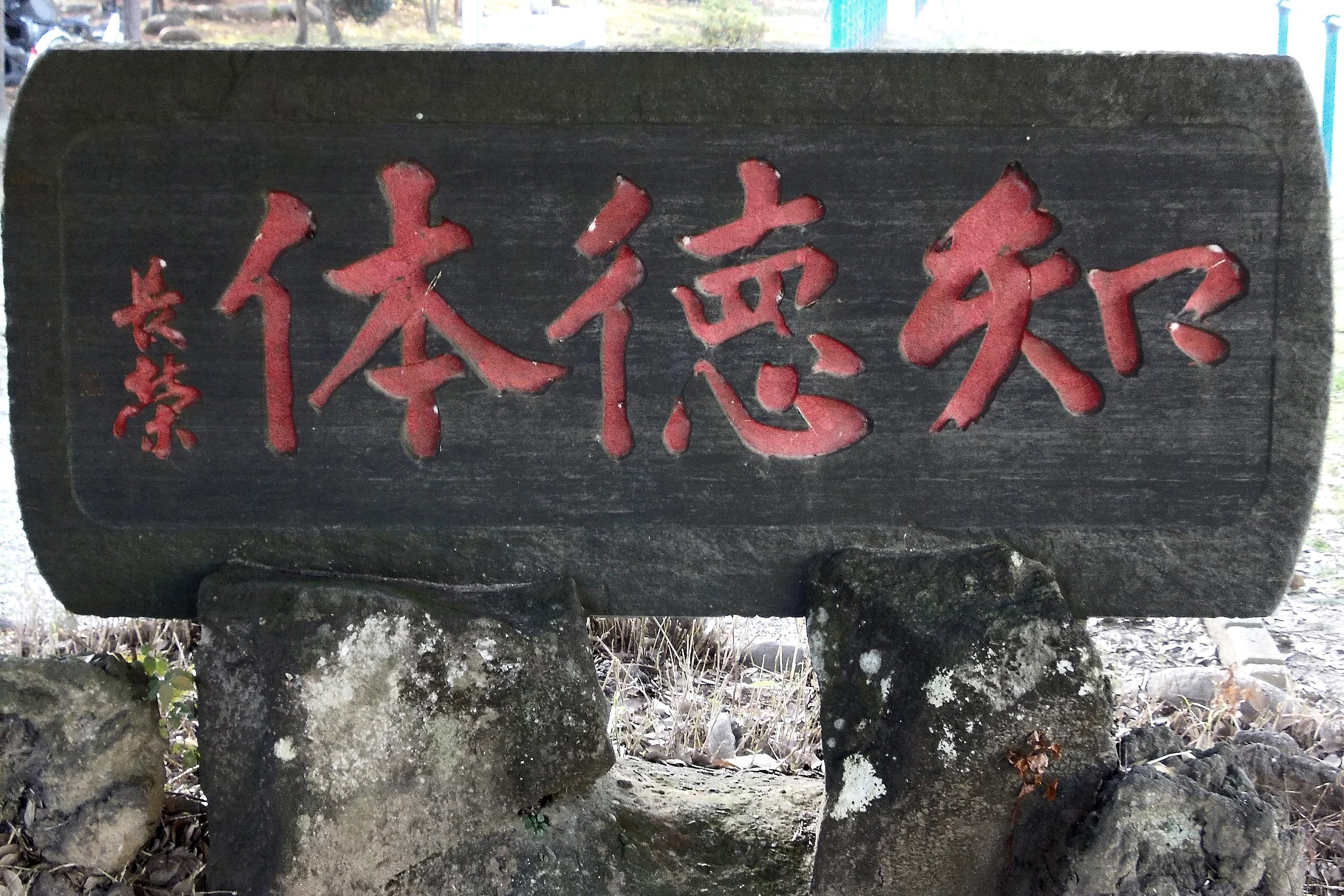
知徳体の石碑

## 校舎
- 三年館 1928年建築（昭和3年）国の登録有形文化財 経済産業省認定近代化産業遺産
- 七年館 1932年建築（昭和7年）国の登録有形文化財 経済産業省認定近代化産業遺産

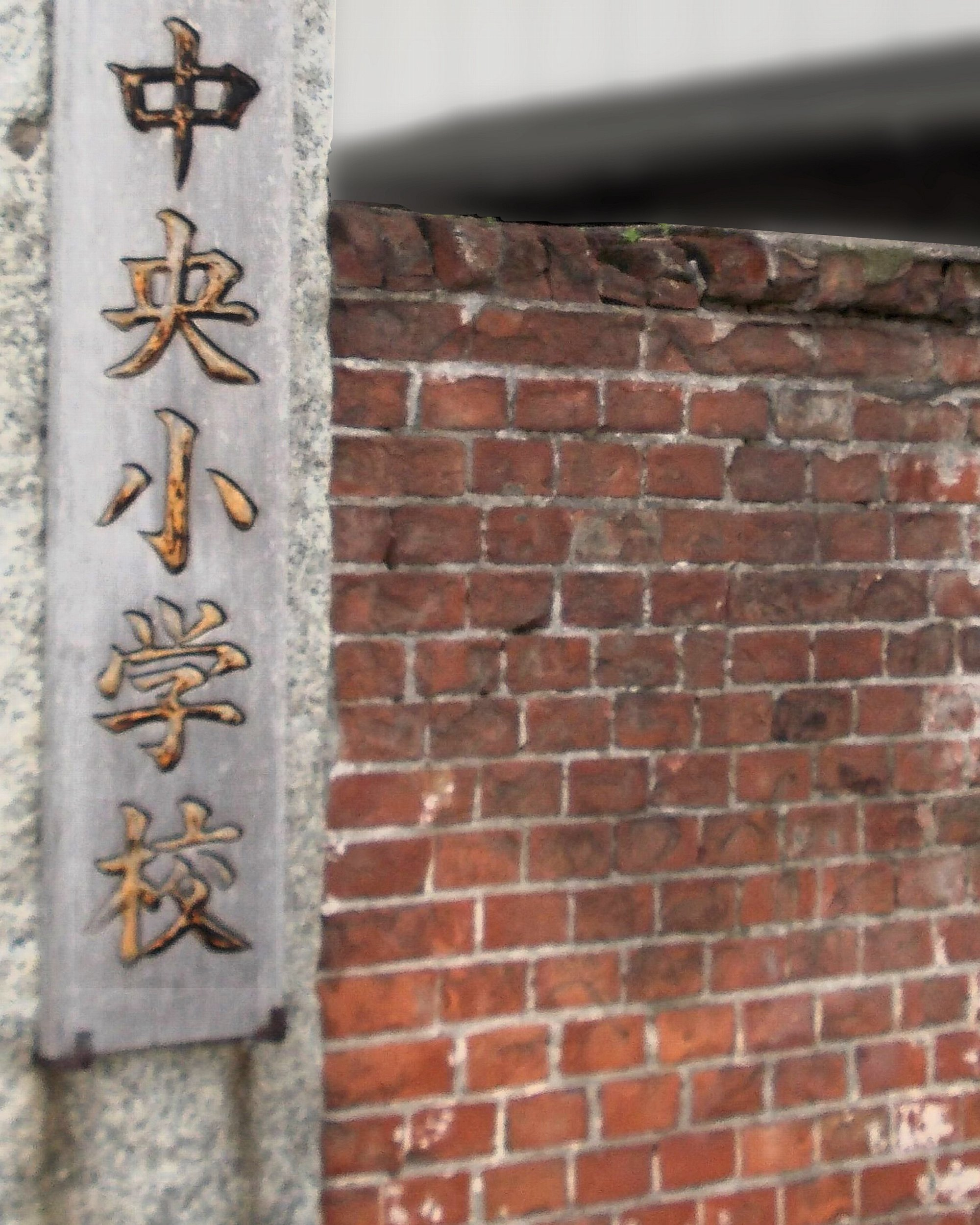
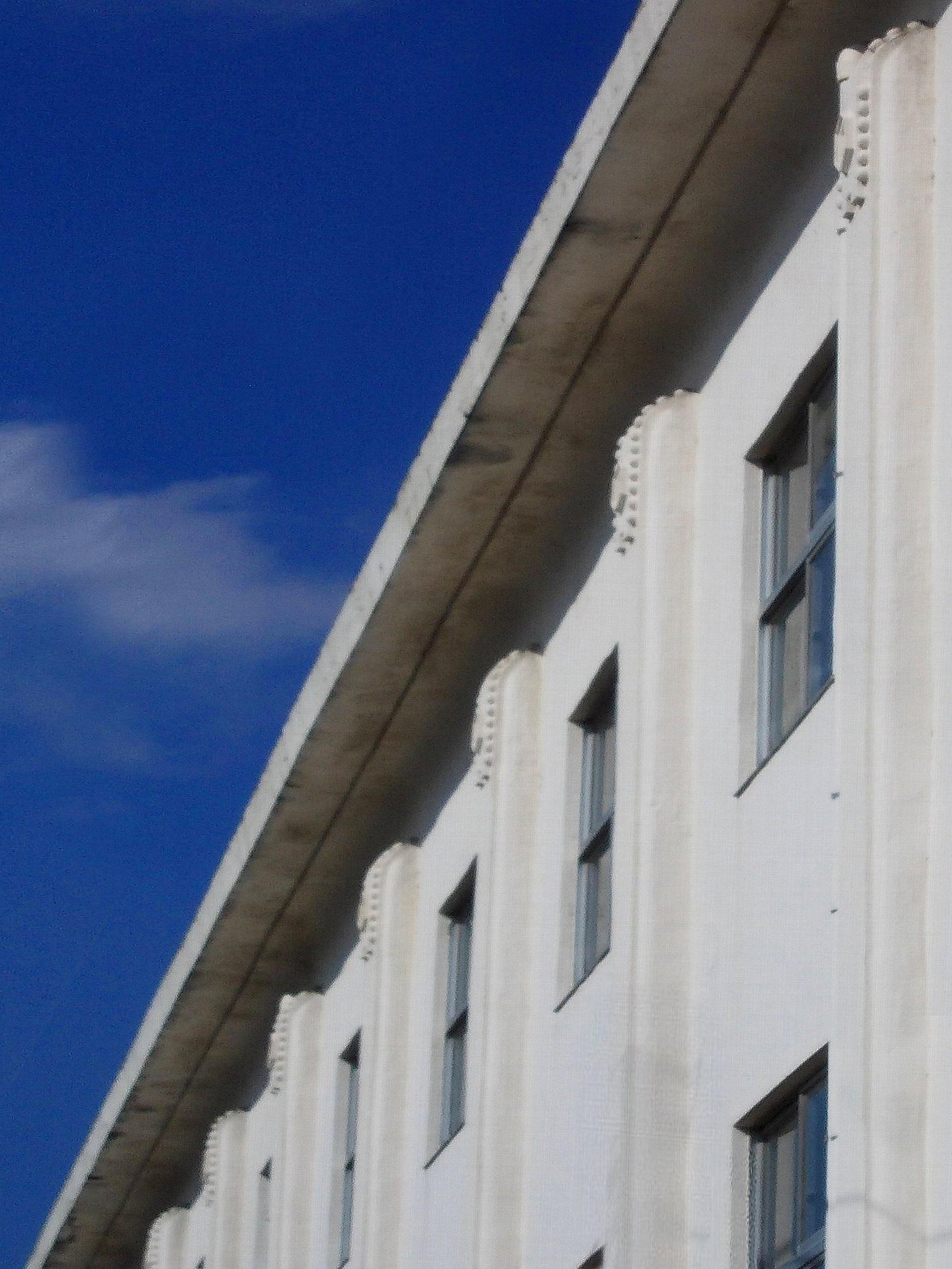
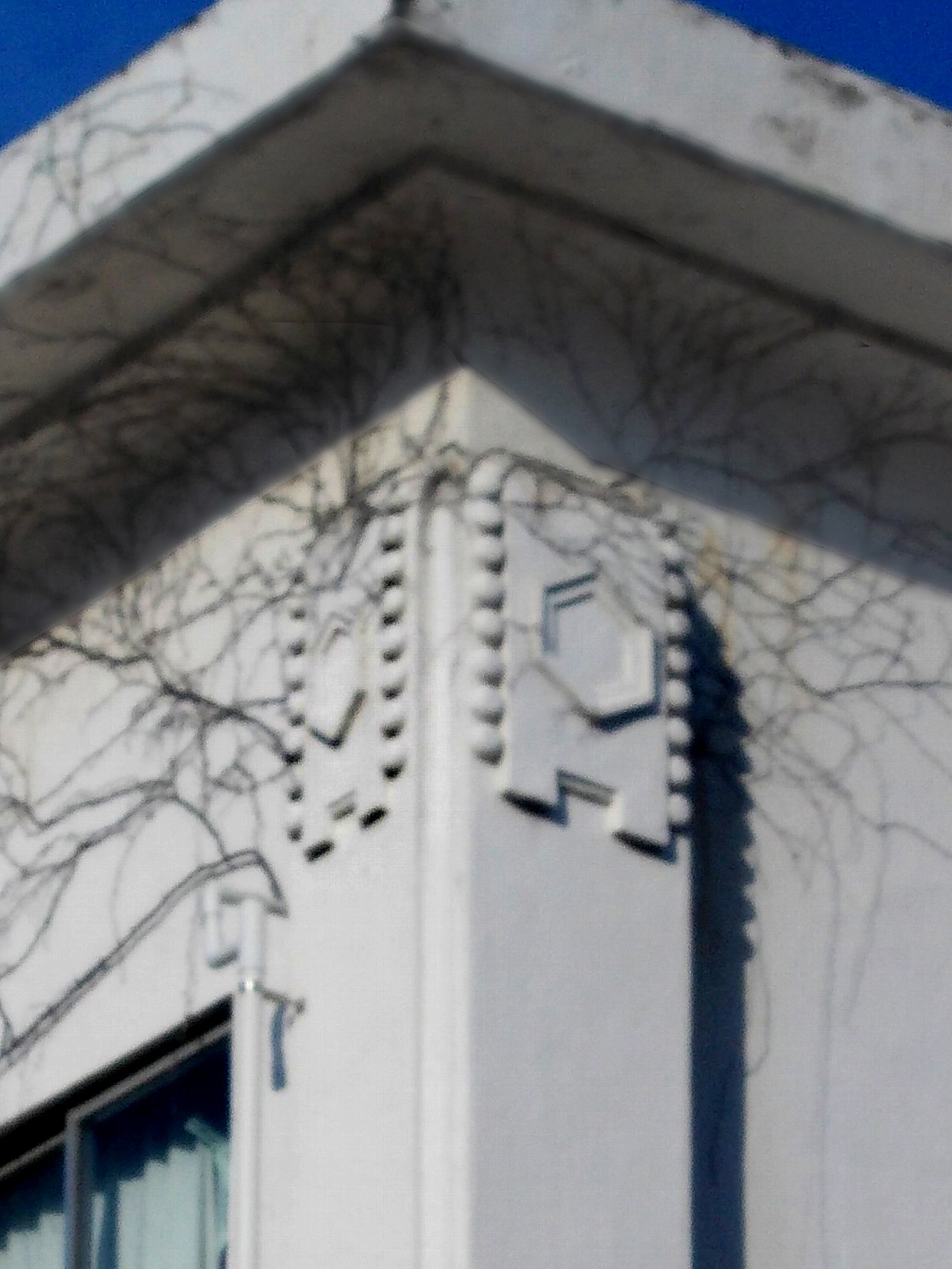

- 新校舎 1965年（昭和40年）
- 体育館 1966年（昭和41年）
- 管理棟 1966年（昭和41年）
- 創立百年記念館　1972年（昭和47年）

## 変遷
```

1873年　愛光小學校
　┃
1875年　野田小學校
　┃
1876年　茂木小學校
　┃
　┣━━━━━━━━━━━━━━━━━━━
　┃　┃　 　┃　 　┃　　　　┃　　　┃
　┃吉春、　岩名、　横内、　山崎　　上花輪、1879年
　┃　　　　　　　　　　　　　　　　　┃
　┣━━━━━━━━━　　　　　　　　┃　
　┃　　　　　　　┃　　　　　　　　　┃
茂木尋常、　　茂木高等　1886年　　　　┃
　┃　　　　　　　┃　　　　　　　　　┃
　┃　　　　　　　┃　中野台尋常、　上花輪尋常　　　　　　　　
　┃　　　　　　　┃　　　┃　　　　　┃
　┃　　　　　　　┣━━━━━━━━━━━
　┃　　　　　　　┃　
　┃　　　1899年 野田高等小學校
　┃　　　　　　　┃　
　┣━━━━━━━━━
　┃
1908年 野田尋常高等小學校
　┃　
　┃　　　
　┃　　　　　　　
1941年 野田國民學校
　┃
　┃
1947年 野田町立野田小学校
　┃　　
1950年 野田市立中央小学校　
　┃　
　┃
　┣━━━━━━━━━━━━━━━━
　┃　　　　　　　　　　　　　　┃
　┃　　　　　　　　　　1957年 宮崎小学校
　┃　　　　　　　　　　　　　　┃　
　┣━━━━━━━　　　　　　　┃
　┃　　　　　┃　　　　　　　　┃
　┃　1974年　清水台小学校　　　┃
　┃　　　　　　　　　　　　　　┣━━━━
　┃　　　　　　　　　　　　　　┃　　　┃
　┃　　　　　　　　　　　　　　　1977年　柳沢小学校
　┃　　　

```

## 著名な教職員

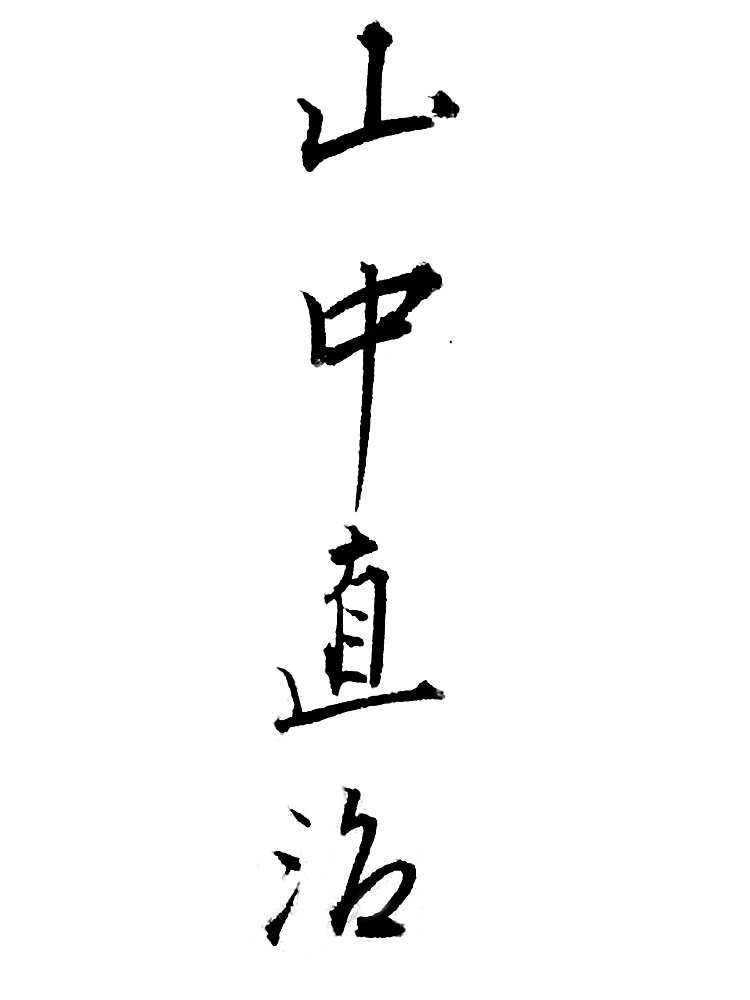

- 松山隆 校長
- 山中直治（音楽家）
- 河合凱夫校長（文学者）
- 大野みつ子（美術家）

## 著名な出身者
高梨兵左衛門、茂木七左衛門、茂木七郎右衛門、茂木佐平治、茂木七郎治、茂木房五郎、茂木勇右衛門、茂木利平、中野長兵衛、山下平兵衛、山下富三郎、戸邊五右衛門、戸邊與三郎、飯田市郎左衛門、大塚金蔵、杉崎弥八、杉崎善太郎、杉崎邦三郎、谷ヶ崎治郎吉、門倉岡平、小張兼吉、駒崎藤次郎、米川金蔵、平井助次郎、中村善之助、中村富士三郎、荒木惣次郎、荒木半次郎、石塚喜兵衛、石塚浪右衛門、春風亭一之輔

## 周辺
- 野田第二学童保育所 - 同一建物内
- 千葉県大気汚染常時監視測定局 - 敷地が隣接
- 野田市立野田幼稚園 - 野田市道をはさんで、敷地が隣接。また、進級前幼稚園の一つ。
- 小張総合病院付属診療所
- 野田鎌田学園高等専修学校
- あずさ第一高等学校
- 野田市民会館
  - 野田市民会館庭園（旧茂木佐平治氏庭園）
- 茂木佐公園（野田児童公園）
- 野田市郷土博物館
- 野田郵便局
- 茨城県道・千葉県道17号結城野田線（流山街道）

## アクセス
- 茨城急行自動車「北越谷駅～野田市駅」（大沢四丁目経由・東大沢橋経由）線で、「小学校前」バス停より、
  - 野田市駅方面行のりばから、徒歩約265m・約4分。
  - 北越谷駅方面行のりばから、徒歩約250m・約4分。
- 野田市コミュニティバス「まめバス」で、「仲町」バス停より、
  - 愛宕駅方面行のりばから、徒歩約335m・約5～6分（野田郵便局付近の横断歩道経由）。
  - 愛宕駅方面発のりばから、徒歩約290m・約5分。
- なお、「まめバス」は、「上町」バス停にも停車するが、茨城急行自動車「小学校前」バス停より若干距離が延びる。